# Collectio Palatina
A Collectio Palatina Marius Mercator írásait és a nesztoriánus vita dokumentumait tartalmazó gyűjtemény. A filológiai kutatások megállapították, hogy összeállítója antinesztoriánus és antipelagiánus indíttatással készítette el a gyűjteményt 553 után. Egyes feltevések szerint az összeállító Joannes Maxentius szerzetes lehetett.
A kéziratot a 9. században másolták le a Lorschi bencés apátsághoz tartozó kolostorban, majd az a kolostor könyvtárával együtt Heidelbergbe került. A harmincéves háború során – 1623-ban – a heidelbergi Bibliotheca Palatina jelentős részét, így ezt a másolatot is Rómába szállították, ahol ma is őrzik. Kutatók szerint a kézirat szövege számos másolási hibát tartalmaz, ezért óvatosan kell azt kezelni.